# Ordre de bataille confédéré de la campagne d'Appomattox
Les unités et commandants de l'armée des États confédérés suivants ont combattu lors de la dernière rencontre militaire d'envergure de la guerre de Sécession, la campagne d'Appomattox de 1865, qui s'est déroulée du 29 mars au 9 avril et a abouti à la reddition des confédérés, le 9 avril à Appomattox Court House. L'ordre de bataille a été compilé à partir de l'organisation de l'armée lors de la campagne,. L'ordre de bataille unioniste est indiqué séparément.

## Abréviations utilisées

### Grade militaire
- Général
- Lieutenant général
- Major général
- Brigadier général
- Colonel
- Lieutenant-colonel
- Commandant
- Capitaine
- Premier lieutenant
- Second lieutenant
- Sgt = Sergent

### Autre
- (b) = blessé
- mb = mortellement blessé
- † = tué
- (PDG) = capturé

## Armée de Virginie du Nord
Général Robert E. Lee, commandant
État-major :
- Chef d'état-major :  Lieutenant-colonel Walter Taylor
- Adjudants général adjoints :  Colonel Charles S. Venable,  Colonel Charles Marshall
- Inspecteur général adjoint :  Commandant Giles B. Cooke
- Chef de l'artillerie :  Brigadier général William N. Pendleton

| Division               | Brigade                                        | Regiments and Others                                                  |
| ---------------------- | ---------------------------------------------- | --------------------------------------------------------------------- |
| Unités de l'état-major | Escorte                                        | - 39th Virginia Battalion : Capitaine Samuel B. Brown                 |
| Unités de l'état-major | Garde de la prévôté Commandant D. B. Bridgford | - 1st Virginia Battalion - 44th Virginia Cavalry Battalion, Company B |
| Unités de l'état-major | Ingénieurs Colonel T. M. R. Talcott            | - 1st Confederate Engineers - 2nd Confederate Engineers               |

### Premier corps
Lieutenant général James Longstreet
État major :
- Directeur du corps de directeur : chirurgien John Cullen

| Division                                                            | Brigade | Régiments et autres |
| ------------------------------------------------------------------- | --- | --- |
| Division de Pickett Major général George E. Pickett                 | Brigade de Steuart Brigadier général George H. Steuart                                                                   | - 9th Virginia Infantry : Capitaine John P. Wilson,jr. - 14th Virginia Infantry : Commandant William D. Shelton - 38th Virginia Infantry : Colonel George K. Griggs - 53rd Virginia Infantry : Capitaine Henry Edmunds - 57th Virginia Infantry : Lieutenant-colonel William H. Ramsey |
| Division de Pickett Major général George E. Pickett                 | Brigade de Corse Brigadier général Montgomery D. Corse (PDG) - 6 avril Colonel Arthur Herbert                            | - 15th Virginia Infantry : Commandant Charles H. Clarke - 17th Virginia Infantry : Colonel Arthur Herbert - 29th Virginia Infantry : Premier lieutenant John A. Coulson - 30th Virginia Infantry : Colonel Robert S. Chew - 32nd Virginia Infantry : Capitaine Samuel W. Armistead |
| Division de Pickett Major général George E. Pickett                 | Brigade de Hunton Brigadier général Eppa Hunton (PDG) - 6 avril Commandant Michael P. Spessard                           | - 8th Virginia Infantry - 18th Virginia Infantry : Premier lieutenant Charles H. Wilkinson - 19th Virginia Infantry : Maj. Waller M. Boyd (PDG) - 6 avril, Lt. James Y. Bragg - 28th Virginia Infantry : Commandant Michael P. Spessard - 56th Virginia Infantry : Capitaine John W. Jones |
| Division de Pickett Major général George E. Pickett                 | Brigade de Terry Brigadier général William R. Terry (b) - 31 mars Colonel Joseph Mayo, Jr. Commandant William W. Bentley | - 1st Virginia Infantry : Lieutenant-colonel Francis H. Langley (PDG) - 6 avril - 3rd Virginia Infantry - 7th Virginia Infantry : Colonel Charles C. Flowerree (PDG) - 6 avril - 11th Virginia Infantry - 24th Virginia Infantry : Lieutenant-colonel Richard L. Maury (PDG) - 7 avril, Commandant William W. Bentley                                                                                           |
| Division de Field Major général Charles W. Field                    | Brigade de Perry Brigadier général William F. Perry                                                                      | - 4th Alabama Infantry : Lieutenant-colonel Lawrence H. Scruggs - 15th Alabama Infantry : Colonel Alexander A. Lowther - 44th Alabama Infantry : Lieutenant-colonel John A. Jones - 47th Alabama Infantry : Capitaine Eli D. Clower - 48th Alabama Infantry : Commandant John W. Wigginton |
| Division de Field Major général Charles W. Field                    | Brigade d'Anderson Brigadier général George T. Anderson                                                                  | - 7th Georgia Infantry : Colonel George H. Carmical - 8th Georgia Infantry : Colonel John R. Towers - 9th Georgia Infantry : Commandant John W. Arnold - 11th Georgia Infantry : Capitaine William H. Ramsey - 59th Georgia Infantry : Colonel Jack Brown |
| Division de Field Major général Charles W. Field                    | Brigade de Benning Brigadier général Henry L. Benning                                                                    | - 2nd Georgia Infantry : Capitaine Thomas Chaffin,jr. - 15th Georgia Infantry : Commandant Peter J. Shannon - 17th Georgia Infantry : Commandant James B. Moore - 20th Georgia Infantry |
| Division de Field Major général Charles W. Field                    | Brigade de Gregg Colonel R. M. Powell                                                                                    | - 3rd Arkansas Infantry : Lieutenant-colonel Robert S. Taylor - 1st Texas Infantry : Colonel Frederick S. Bass - 4th Texas Infantry : Lieutenant-colonel Clinton M. Winkler - 5th Texas Infantry : Capitaine W. T. Hill |
| Division de Field Major général Charles W. Field                    | Brigade de Bratton Brigadier général John Bratton                                                                        | - 1st South Carolina Infantry : Colonel James R. Hagood - 5th South Carolina Infantry : Colonel A. Coward - 6th South Carolina Infantry : Colonel John M. Steedman - 2nd South Carolina Rifles : Colonel Robert E. Bowen - Palmetto (South Carolina) Sharpshooters |
| Division de Kershaw Major général Joseph B. Kershaw (PDG) - 6 avril | Brigade de DuBose Brigadier général Dudley M. DuBose (PDG) - 6 avril Capitaine J. F. Espy                                | - 16th Georgia Infantry : Premier lieutenant William W. Montgomery - 18th Georgia Infantry : Capitaine J. F. Espy, Premier lieutenant Gideon J. Lasseter - 24th Georgia Infantry : Capitaine J. A. Jarrard - 3rd Georgia Sharpshooters Battalion - Légion de Cobb (Géorgie) : Premier lieutenant W. G. Steed - Légion de Philip (Géorgie) : Premier lieutenant A. J. Reese                                      |
| Division de Kershaw Major général Joseph B. Kershaw (PDG) - 6 avril | Brigade de Humphrey Colonel William H. Fitzgerald (PDG) - 6 avril Capitaine Gwin R. Cherry                               | - 13th Mississippi Infantry : Premier lieutenant W. H. Davis - 17th Mississippi Infantry : Capitaine Gwin R. Cherry - 18th Mississippi Infantry : Premier lieutenant John W. Gower - 21st Mississippi Infantry : Premier lieutenant Benjamin George |
| Division de Kershaw Major général Joseph B. Kershaw (PDG) - 6 avril | Brigade de Simms Brigadier général James P. Simms (PDG) - 6 avril Capitaine George W. Waldron                            | - 10th Georgia Infantry : Premier lieutenant John B. Evans - 50th Georgia Infantry : Capitaine George W. Waldron, Premier lieutenant Hillary W. Cason - 51st Georgia Infantry : Capitaine H. R. Thomas - 53rd Georgia Infantry : Capitaine R. H. Woods |
| Artillerie Brigadier général Edward P. Alexander                    | Bataillon de Cabell Commandant S. P. Hamilton                                                                            | - Batterie d'Anderson (Virginie) - Batterie de Frasier (Géorgie) - Batterie de Carlton (Géorgie) - 1st Company Richmond Howitzers (Virginie) - Batterie de Manly(Caroline du Nord) |
| Artillerie Brigadier général Edward P. Alexander                    | Bataillon de Huger Commandant Tyler C. Jordan                                                                            | - Batterie de Moody (Louisiane) : Premier lieutenant George Poindexter - Batterie de Fickling (Caroline du Sud) : Premier lieutenant E. L. Purse - Batterie de Parker (Virginie) : Premier lieutenant Edwin S. Wooldridge - Batterie de Virginie : Capitaine John Donneli Smith - Batterie de Taylor (Virginie) : Premier lieutenant John H. Weddell - Batterie de Virginie : Premier lieutenant James Woolfolk |
| Artillerie Brigadier général Edward P. Alexander                    | Bataillon de Haskell Commandant John C. Haskell                                                                          | - Batterie de Caroline du Nord : Capitaine Henry G. Flanner - Batterie de Ramsay (Caroline du Nord) : Premier lieutenant Jesse F. Woodard - Batterie de Caroline du Sud : Capitaine Hugh R. Garden - Batterie de Lamkin (Virginie) : Premier lieutenant Fletcher T. Massie |

### Deuxième corps
Major général John B. Gordon
État major :
- Adjudant général adjoint :  Commandant Robert W. Hunter

| Division                                              | Brigade                                                                                | Régiments et autes |
| ----------------------------------------------------- | -------------------------------------------------------------------------------------- | --- |
| Division de Grimes Major général Bryan Grimes         | Brigade de Battle Colonel Edwin L. Hobson                                              | - 3rd Alabama Infantry : Capitaine Cornelius Robinson, Jr. - 5th Alabama Infantry : Colonel Edwin L. Hobson, Capitaine Thomas M. Riley - 6th Alabama Infantry : Commandant Isaac F. Culver - 12th Alabama Infantry : Capitaine Poleman D. Rose - 61st Alabama Infantry : Capitaine Augustus B. Fanin, jr |
| Division de Grimes Major général Bryan Grimes         | Brigade de Grimes Colonel David G. Cowand                                              | - 32nd North Carolina Infantry : Capitaine P. C. Shuford - 43rd North Carolina Infantry : Capitaine Wiley J. Cobb - 45th North Carolina Infantry : Colonel John R. Winston - 53rd North Carolina Infantry : Capitaine Thomas E. Ashcraft - 2nd North Carolina Battalion |
| Division de Grimes Major général Bryan Grimes         | Brigade de Cox Brigadier général William Ruffin Cox                                    | - 1st North Carolina Infantry : Commandant Louis C. Latham - 2nd North Carolina Infantry : Commandant James T. Scales - 3rd North Carolina Infantry : Commandant William T. Ennett - 4th North Carolina Infantry : Capitaine John B. Forcum - 14th North Carolina Infantry : Lieutenant-colonel William A. Johnston. - 30th North Carolina Infantry : Capitaine David C. Allen |
| Division de Grimes Major général Bryan Grimes         | Brigade de Cook Lieutenant-colonel Edwin A. Nash                                       | - 4th Georgia : Colonel Edwin A. Nash, Capitaine John M. Shiver - 12th Georgia : Capitaine Josiah N. Beall - 21st Georgia : Capitaine Edward Smith - 44th Georgia : Capitaine John A. Tucker - Co.B - Sumter Georgia Artillery |
| Division de Grimes Major général Bryan Grimes         | Bataillon d'Archer Lieutenant-colonel Fletcher H. Archer                               | - 3rd Battalion Virginia Reserves: Capitaine Joseph A. Rogers - 44th Virginia Battalion: Capitaine A. B. Morrison |
| Division d'Early Brigadier général James A. Walker    | Brigade de Johnston Colonel John W. Lea                                                | - 5th North Carolina Infantry : Colonel John W. Lea, Capitaine James M. Taylor - 12th North Carolina Infantry : Capitaine P. Durham - 20th North Carolina Infantry : Premier lieutenant Archibald F. Lawhon - 23rd North Carolina Infantry : Capitaine Abner D. Peace - 1st North Carolina Sharpshooters Battalion : Premier lieutenant R. W. Woodruff |
| Division d'Early Brigadier général James A. Walker    | Brigade de Lewis Brigadier général William G. Lewis (b) - 7 avril Capitaine John Beard | - 6th North Carolina Infantry : Capitaine Joseph H. Dickey - 21st North Carolina Infantry : Capitaine John H. Miller - 54th North Carolina Infantry - 57th North Carolina Infantry : Capitaine John Beard |
| Division d'Early Brigadier général James A. Walker    | Brigade de Walker Commandant Henry K. Douglas                                          | - 13th Virginia Infantry : Capitaine George Cullen - 31st Virginia Infantry : Commandant William P. Cooper - 49th Virginia Infantry : Capitaine William D. Moffett - 52nd Virginia Infantry : Capitaine Samuel W. Paxton - 58th Virginia Infantry : Premier lieutenant Robert L. Walrond |
| Division de Gordon Brigadier général Clement A. Evans | Brigade d'Evans Colonel John H. Lowe                                                   | - 13th Georgia Infantry : Lieutenant-colonel Richhard Maltbie - 26th Georgia Infantry : Capitaine James Knox - 31st Georgia Infantry : Capitaine Edward C. Perry - 38th Georgia Infantry : Lieutenant-colonel Philip E. Davant - 60th Georgia Infantry : Colonel Waters B. Jones - 61st Georgia Infantry : Colonel Waters B. Jones - 9th Georgia Artillery Battalion : Sgt. Horace L. Cranford - 12th Georgia Artillery Battalion : Capitaine Samuel H. Crump - 18th Georgia Battalion : Capitaine George W. Stiles |
| Division de Gordon Brigadier général Clement A. Evans | Brigade de Terry Colonel Titus V. Williams                                             | - 2nd Virginia Infantry : Capitaine Joseph J. Jenkins - 4th Virginia Infantry : Capitaine Hamilton D. Wade - 5th Virginia Infantry : Capitaine Peter E. Wilson - 10th Virginia Infantry : Lieutenant-colonel D. H. Lee Martz - 21st Virginia Infantry : Colonel William A. Witcher - 23rd Virginia Infantry : Lieutenant-colonel John P. Fitzgerald - 25th Virginia Infantry : Commandant Wilson Harper - 27th Virginia Infantry : Capitaine Franklin C. Wilson - 33rd Virginia Infantry : Capitaine Henry A. Herrell - 37th Virginia Infantry : Capitaine John A. Preston - 42nd Virginia Infantry : Premier lieutenant James L. Tompkins - 44th Virginia Infantry : Commandant David W. Anderson - 48th Virginia Infantry : Colonel Robert H. Dunagan |
| Division de Gordon Brigadier général Clement A. Evans | Brigade de York Colonel Eugene Waggaman                                                | - 1st Louisiana Infantry - 2nd Louisiana Infantry : Capitaine A. S. Blythe - 5th Louisiana Infantry : Premier lieutenant Hiram Baxter - 6th Louisiana Infantry : Commandant William H. Manning - 7th Louisiana Infantry - 8th Louisiana Infantry : Capitaine Louis Prados - 9th Louisiana Infantry - 10th Louisiana Infantry - 14th Louisiana Infantry - 15th Louisiana Infantry : Colonel Edmund Pendleton |
| Artillerie Brigadier général Armistead L. Long        | Bataillon de Nelson Lieutenant-colonel William Nelson                                  | - Artillerie d'Amherst (Virginie) - Artillerie de Milledge (Géorgie) - Artillerie de Fluvanna (Virginie) |
| Artillerie Brigadier général Armistead L. Long        | Bataillon de Braxton Lieutenant-colonel Carter M. Braxton                              | - Artillerie d'Alleghany (Virginie) - Artillerie de Lee (Virginie) - Artillerie de Stafford (Virginie) |
| Artillerie Brigadier général Armistead L. Long        | Bataillon de Cutshaw Capitaine C. W. Fry                                               | - Artillerie de Jeff Davis (Alabama) - Artillerie de King William (Virginie) - Artillerie de Morris (Virginie) - Artillerie d'Orange (Virginie) - Artillerie de Staunton (Virginie) - Richmond Howitzers, 2nd Company |
| Artillerie Brigadier général Armistead L. Long        | Bataillon de Hardaway Lieutenant-colonel Robert A. Hardaway                            | - Artillerie de Powhatan (Virginie) - 3rd Company, Richmond Howitzers (Virginie) - Artillerie de Rockbridge (Virginie) - Artillerie de Salem Flying (Virginie) |
| Artillerie Brigadier général Armistead L. Long        | Bataillon de Johnson Lieutenant-colonel Marmaduke Johnson                              | - Batterie de Clutter (Virginie) : Premier lieutenant Lucas McIntosh. - Artillerie de Fredericksburg (Virginie) : Capitaine John G. Pollock |
| Artillerie Brigadier général Armistead L. Long        | Bataillon de Lightfoot                                                                 | - Artillerie de Caroline (Virginie) - Artillerie de Nelson (Virginie) - Artillerie de Surry (Virginie) |
| Artillerie Brigadier général Armistead L. Long        | Bataillon de Stark Lieutenant-colonel Alexander W. Stark                               | - Batterie d'artillerie de la garde de Louisiane (Green) - Artillerie de McComas /Batterie de French (Virginie) : Capitaine David A. French - Batterie d'Armistead/Artillerie de Matthew (Virginie) : Capitaine Andrew D. Armistead |

### Troisième corps
Lieutenant général A. P. Hill (†) - 2 avril.
Garde de la prévôté
- 5th Alabama Bataillon :  Capitaine Wade Ritter

| Division                                          | Brigade                                                                                          | Régiments et autres |
| ------------------------------------------------- | ------------------------------------------------------------------------------------------------ | --- |
| Division de Mahone Major général William Mahone   | Brigade de Forney Brigadier général William H. Forney                                            | - 8th Alabama Infantry : Lieutenant-colonel John P. Emrich - 9th Alabama Infantry : Commandant James M. Crow - 10th Alabama Infantry : Commandant Louis W. Johnson - 11th Alabama Infantry : Capitaine Martin L. Stewart - 13th Alabama Infantry : Capitaine Samuel Sellers - 14th Alabama Infantry : Capitaine John A. Terrell |
| Division de Mahone Major général William Mahone   | Brigade de Weisiger Brigadier général David A. Weisiger                                          | - 6th Virginia Infantry : Colonel George T. Rogers - 12th Virginia Infantry : Commandant Richard W. Jones - 16th Virginia Infantry : Lieutenant-colonel Richard O. Whitehead - 41st Virginia Infantry : Lieutenant-colonel Joseph P. Minetree - 61st Virginia Infantry : Colonel Virginius D. Groner |
| Division de Mahone Major général William Mahone   | Brigade de Harris Brigadier général Nathaniel H. Harris                                          | - 12th Mississippi Infantry : Capitaine A. K. Jones - 16th Mississippi Infantry : Lieutenant-colonel James H. Duncan - 19th Mississippi Infantry : Colonel Richard W. Phipps - 48th Mississippi Infantry : Colonel Joseph M. Jayne |
| Division de Mahone Major général William Mahone   | Brigade de Sorrel Colonel George E. Tayloe                                                       | - 3rd Georgia Infantry : Lieutenant-colonel Claiborne Snead - 22nd Georgia Infantry : Capitaine George W. Thomas - 48th Georgia Infantry : Capitaine Alexander C. Flanders - 64th Georgia Infantry : Capitaine James G. Brown - 2nd Georgia Battalion : Commandant Charles J. Moffett - 10th Georgia Battalion : Capitaine Caleb F. Hill                                                                                               |
| Division de Mahone Major général William Mahone   | Brigade de Finegan Brigadier général Theodore W. Brevard, Jr. (PDG) - 6 avril Colonel David Lang | - 2nd Florida Infantry : Colonel Walter R. Moore - 5th Florida Infantry - 8th Florida Infantry : Commandant Thomas E. Clarke - 9th Florida Infantry - 10th Florida Infantry : Colonel Charles F. Hopkins - 11th Florida Infantry |
| Division de Heth Major général Henry Heth         | Brigade de Davis Brigadier général Joseph R. Davis                                               | - 1st Confederate Battalion : Capitaine Anthony B. Bartlett - 2nd Mississippi Infantry - 11th Mississippi Infantry - 26th Mississippi Infantry - 42nd Mississippi Infantry |
| Division de Heth Major général Henry Heth         | Brigade de Cooke Brigadier général John R. Cooke                                                 | - 15th North Carolina Infantry : Colonel William H. Yarborough - 27th North Carolina Infantry : Lieutenant-colonel Joseph C. Webb - 46th North Carolina Infantry : Colonel William L. Saunders - 48th North Carolina Infantry : Colonel Samuel H. Walkup - 55th North Carolina Infantry : Capitaine Walter A. Whitted |
| Division de Heth Major général Henry Heth         | Brigade de MacRae Brigadier général William MacRae                                               | - 11th North Carolina Infantry : Colonel William J. Martin - 26th North Carolina Infantry : Lieutenant-colonel James T. Adams - 44th North Carolina Infantry : Commandant Charles M. Stedman - 47th North Carolina Infantry - 52nd North Carolina Infantry : Lieutenant-colonel Eric Erson |
| Division de Heth Major général Henry Heth         | Brigade de McComb Brigadier général William McComb                                               | - 2nd Maryland Battalion : Capitaine John W. Torsch - 1st Tennessee Infantry (armée provisoire) : Commandant Felix G. Buchanan - 7th Tennessee Infantry : Lieutenant-colonel Samuel G. Shepard - 14th Tennessee Infantry : Commandant James H. Johnson - 17th Tennessee Infantry : Colonel Horace Ready - 23rd Tennessee Infantry : Colonel Horace Ready - 25th Tennessee Infantry - 44th Tennessee Infantry - 63rd Tennessee Infantry |
| Division de Wilcox Major général Cadmus M. Wilcox | Brigade de Thomas Brigadier général Edward L. Thomas                                             | - 14th Georgia Infantry : Colonel Richard P. Lester - 35th Georgia Infantry : Colonel Bolling H. Holt - 45th Georgia Infantry : Colonel Thomas J. Simmons - 49th Georgia Infantry : Commandant James B. Duggan |
| Division de Wilcox Major général Cadmus M. Wilcox | Brigade de Lane Brigadier général James H. Lane                                                  | - 18th North Carolina Infantry: Commandant Thomas J. Wooten - 28th North Carolina Infantry: Capitaine T. James Linebarger - 33rd North Carolina Infantry: Colonel Robert V. Cowan - 37th North Carolina Infantry: Commandant Jackson L. Bost |
| Division de Wilcox Major général Cadmus M. Wilcox | Brigade de McGowan Brigadier général Samuel McGowan                                              | - 1st South Carolina Infantry (armée provisoire) : Lieutenant-colonel Andrew P. Butler - 12th South Carolina Infantry : Capitaine J. C. Bell - 13th South Carolina Infantry : Colonel Isaac F. Hunt - 14th South Carolina Infantry : Lieutenant-colonel Edward Croft - Fusilliers d'Orr (Caroline du Sud) : Lieutenant-colonel James T. Robertson                                                                                      |
| Division de Wilcox Major général Cadmus M. Wilcox | Brigade de Scales Colonel Joseph H. Hyman                                                        | - 13th North Carolina Infantry : Lieutenant-colonel E. Benton Withers - 16th North Carolina Infantry : Colonel William A. Stowe - 22nd North Carolina Infantry : Colonel Thomas S. Galloway, jr - 34th North Carolina Infantry : Lieutenant-colonel George M. Norment - 38th North Carolina Infantry : Colonel John Ashford, Lieutenant-colonel George W. Flowers                                                                      |
| Artillerie Colonel R. Lindsay Walker              | Bataillon de McIntosh Lieutenant-colonel William M. Owen                                         | - Batterie de Hurt (Alabama) : Premier lieutenant George A. Ferrell - 1st Battery, Washington Artillery (Louisiane) : Capitaine Edward Owen - Batterie de Chew (Maryland) - Batterie de Chamberlayne (Virginie) - Batterie de Donald (Virginie) : Premier lieutenant William T. Wilson - Artillerie de Rockbridge (Virginie), 2nd Battery : Capitaine Berryman Z. Price                                                                |
| Artillerie Colonel R. Lindsay Walker              | Bataillon de Pegram Colonel William J. Pegram (mb) - 2 avril Lieutenant-colonel Joseph McGraw    | - Batterie de Caroline du Sud : Capitaine Thomas E. Gregg - Batterie de Virginie : Capitaine George M. Cayce - Batterie de Virginie : Capitaine Thomas Ellett - Batterie de Brander (Virginie) : Premier lieutenant James E. Tyler |
| Artillerie Colonel R. Lindsay Walker              | Bataillon de Poague Lieutenant-colonel William T. Poague                                         | - Batteire de Richards (Mississippi) : Premier lieutenant John W. Yeargain - Batterie de Caroline du Nord : Capitaine Arthur B. Williams - Artillerie d'Albemarle (Virginie) : Capitaine Charles F. Johnston - Artillerie de Brooke (Virginie) : Capitaine Addison W. Utterback - Batterie de Lewis (Virginie) : Capitaine Nathan Penick                                                                                               |
| Artillerie Colonel R. Lindsay Walker              | Treizième bataillon de Virginie aucun commandant répertorié                                      | - Batterie d'Otey : Capitaine David N. Walker - Batterie de Ringgoldi : Capitaine Grispin Dickenson |
| Artillerie Colonel R. Lindsay Walker              | Bataille de Richardson Lieutenant-colonel Charles Richardson                                     | - Batterie de Donaldsonville (Louisiane) : Capitaine R. Prosper Landry - Batterie de Moore (Virginie) - Batterie de Grandy (Virginie) - Artillerie de Huger |
| Artillerie Colonel R. Lindsay Walker              | Bataillon de Lane Commandant John Lane                                                           | - Batterie de Ross (Géorgie) - Batterie de Patterson (Géorgie) - Artillerie d'Irwin (Géorgie) |
| Artillerie Colonel R. Lindsay Walker              | Artillerie de Washington Lieutenant-colonel Benjamin F. Eshleman                                 | - Première compagnie (Louisiane) - Deuxième compagnie (Louisiane) - Troisième compagnie (Louisiana) - Quatrième compagnie (Louisiane) |

### Quatrième corps
Lieutenant général Richard H. Anderson
| Division                                                                                  | Brigade                                                                                     | Régiments et autres |
| ----------------------------------------------------------------------------------------- | ------------------------------------------------------------------------------------------- | --- |
| Division de Johnson Major général Bushrod R. Johnson Brigadier général William H. Wallace | Brigade de Wallace Brigadier général William H. Wallace                                     | - 17th South Carolina Infantry : Capitaine E. A. Crawford - 18th South Carolina Infantry : Lieutenant-colonel W. B. Allison - 22nd South Carolina Infantry : Colonel William G. Burt - 23rd South Carolina Infantry : Lieutenant-colonel John M. Kinloch - 26th South Carolina Infantry : Commandant Ceth S. Land - Légion de Holcombe (Caroline du Sud) |
| Division de Johnson Major général Bushrod R. Johnson Brigadier général William H. Wallace | Brigade de Moody Brigadier général Young M. Moody (PDG) - 8 avril Colonel Martin L. Stansel | - 41st Alabama Infantry : Colonel Martin L. Stansel - 43rd Alabama Infantry : Commandant William J. Mims - 59th Alabama Infantry : Commandant Lewis H. Crumpler - 60th Alabama Infantry : Colonel John W. A. Sanford - 23rd Alabama Battalion : Commandant Nicholas Stallworth                                                                           |
| Division de Johnson Major général Bushrod R. Johnson Brigadier général William H. Wallace | Brigade de Wise Brigadier général Henry A. Wise                                             | - 26th Virginia Infantry: Commandant William K. Perrin - 34th Virginia Infantry : Colonel John Thomas Goode - 46th Virginia Infantry - 59th Virginia Infantry : Colonel William B. Tabb |
| Division de Johnson Major général Bushrod R. Johnson Brigadier général William H. Wallace | Brigade de Ransom Brigadier général Matthew W. Ransom                                       | - 24th North Carolina Infantry - 25th North Carolina Infantry : Colonel Henry M. Rutledge - 35th North Carolina Infantry: Commandant Robert E. Petty - 49th North Carolina Infantry : Commandant Charles Q. Petty - 56th North Carolina Infantry : Colonel Paul F. Faison                                                                                |
| Artillerie Colonel Hilary P. Jones                                                        | Bataillon de Coit Commandant James C. Coit                                                  | - Batterie de Wright (Virginie) - Batterie de Pegram (Virginie) - Batterie de Bradford (Mississippi) |
| Artillerie Colonel Hilary P. Jones                                                        | Bataillon de Blount Commandant Joseph G. Blount                                             | - Bataillon de Géorgie : Capitaine C. W. Slaten - Batterie de Cumming (Caroline du Nord) : Premier lieutenant Alexander D. Brown - Batterie de Miller (Caroline du Nord) - Batterie de Young (Virginie) |
| Artillerie Colonel Hilary P. Jones                                                        | Bataillon de Stribling Commandant Robert M. Stribling                                       | - Batterie de Dickerson (Virginie) - Batterie de Marshall (Virginie) : Premier lieutenant T. Marshall Archer - Batterie de Macon (Virginie) - Batterie de Sullivan (Virginie) : Premier lieutenant William S. Archer |
| Artillerie Colonel Hilary P. Jones                                                        | Bataillon de Smith Capitaine William F. Dement                                              | - 1st Maryland Battery : Premier lieutenant John Gale - Batterie de Johnston (Virginie) : Premier lieutenant Thomas R. Adams - Batterie de Neblett (Virginie) : Premier lieutenant Robert J. Braswell - Batterie de Virginie : Capitaine John W. Drewry - Batterie de Virginie : Capitaine Thomas Kevill                                                 |
| Artillerie Colonel Hilary P. Jones                                                        | Bataillon de Sturdivant Capitaine N. A. Sturdivant                                          | - Batterie de Martin (Virginie) - Batterie de Sturdivant (Virginie) |

### Corps de cavalerie
Major général Fitzhugh Lee
| Division                                                  | Brigade                                                                                                   | Régiments et autres |
| --------------------------------------------------------- | --- | --- |
| Division de Fitzhugh Lee Colonel Thomas T. Munford        | Brigade de Munford                                                                                        | - 1st Virginia Cavalry : Colonel William A. Morgan - 2nd Virginia Cavalry : Lieutenant-colonel Cary Breckinridge - 3rd Virginia Cavalry - 4th Virginia Cavalry : Colonel William B. Wooldridge                                                |
| Division de Fitzhugh Lee Colonel Thomas T. Munford        | Brigade de Payne Brigadier général William H. F. Payne (b) - 30 mars Colonel Reuben B. Boston † - 6 avril | - 5th Virginia Cavalry : Colonel Reuben B. Boston - 6th Virginia Cavalry - 8th Virginia Cavalry - 36th Virginia Cavalry Battalion |
| Division de Fitzhugh Lee Colonel Thomas T. Munford        | Brigade de Gary Brigadier général Martin W. Gary                                                          | - 7th Georgia Cavalry : Capitaine William H. Burroughs - 7th South Carolina Cavalry : Colonel Alexander C. Haskell - Hampton Legion (South Carolina): Lieutenant-colonel Robert B. Arnold - 24th Virginia Cavalry : Colonel William T. Robins |
| Division de W. H. F. Lee Major général William. H. F. Lee | Brigade de Barringer Brigadier général Rufus Barringer (PDG) - 3 avril                                    | - 1st North Carolina Cavalry - 2nd North Carolina Cavalry - 3rd North Carolina Cavalry - 5th North Carolina Cavalry |
| Division de W. H. F. Lee Major général William. H. F. Lee | Brigade de Beale Capitaine Samuel H. Burt                                                                 | - 9th Virginia Cavalry - 10th Virginia Cavalry - 13th Virginia Cavalry - 14th Virginia Cavalry |
| Division de W. H. F. Lee Major général William. H. F. Lee | Brigade de Robert Brigadier général William P. Roberts                                                    | - 4th North Carolina Cavalry - 16th North Carolina Cavalry Battalion |
| Division de Rosser Major général Thomas L. Rosser         | Brigade de Dearing Brigadier général James Dearing (PDG) - 6 avril Colonel Asher W. Harman                | - 7th Virginia Cavalry - 11th Virginia Cavalry - 12th Virginia Cavalry : Colonel Asher W. Harman - 35th Virginia Cavalry Battalion |
| Division de Rosser Major général Thomas L. Rosser         | Brigade de McCausland                                                                                     | - 16th Virginia Cavalry - 17th Virginia Cavalry - 21st Virginia Cavalry - 22nd Virginia Cavalry |
| Artillerie montée Lieutenant-colonel R. Preston Chew      | Bataillon de Breathed Commandant James Breathed                                                           | - Batterie de Johnston (Virginie) - Batterie de Shoemaker (Virginie) - Batterie de Thomson (Virginie) |
| Artillerie montée Lieutenant-colonel R. Preston Chew      | Bataillon de Chew                                                                                         | - Batterie de Graham (Virginie) - Batterie de McGregor (Virginie) |

### Département de Richmond
Lieutenant général Richard S. Ewell  (PDG) - 6 avril
 Lieutenant-colonel Thomas J. Spencer
| Division                                                          | Brigade                                                                                          | Régiments et autres |
| ----------------------------------------------------------------- | ------------------------------------------------------------------------------------------------ | --- |
| Division de G. W. C. Lee Major général G.W.C. Lee (PDG) - 6 avril | Brigade de Barton Brigadier général Seth M. Barton (PDG) - 6 avril                               | - 40th Virginia Infantry - 47th et 50th Virginia Infantry - 22nd Virginia Infantry Battalion - 25th Virginia Infantry Battalion |
| Division de G. W. C. Lee Major général G.W.C. Lee (PDG) - 6 avril | Brigade de Moore Brigadier général Patrick T. Moore                                              | - 2nd Virginia Local Defense Troops - 3rd Virginia Local Defense Troops - 1st Virginia Reserves - 2nd Virginia Reserves - 1st Virginia Reserves Battalion: Lt. Col. Richard T. W. Duke (PDG) - 6 avril - 2nd Virginia Reserves Battalion                                         |
| Division de G. W. C. Lee Major général G.W.C. Lee (PDG) - 6 avril | Brigade d'artillerie Colonel Stapleton Crutchfield † - 6 avril Second lieutenant Kena K. Chapman | - 10th Virginia Heavy Artillery Battalion - 18th Virginia Heavy Artillery Battalion - 19th Virginia Heavy Artillery Battalion - 20th Virginia Heavy Artillery Battalion - 18th Georgia Heavy Artillery Battalion                                                                 |
| Autres unités                                                     | Garnison de Drewry's Bluff Commandant F. W. Smith (†) - 5 avril                                  | - Young's Howitzers (Virginie) - Johnston (Eppes) Heavy Artillery (Virginie) - Neblett's Artillery (Virginie) - Lunenburg Heavy Artillery (Virginie) - Pamunkey Heavy Artillery (Virginie) - Southside Heavy Artillery (Virginie) - United Artillery/Kevill's Company (Virginie) |
| Autres unités                                                     | Brigade navale Commodore John R. Tucker (PDG) - 6 avril                                          | - Composée de marins de l'escadron du fleuve James |
| Autres unités                                                     | Unités non affectées                                                                             | - Chaffin's Bluff : Lieutenant-colonel J. M. Maury - Marines : Capitaine John D. Simms (PDG) - 6 avril |

### Département de Caroline du Nord et de Virginie méridionale
| Division                                                   | Brigade                         | Régiments et autres                                                                                |
| ---------------------------------------------------------- | ------------------------------- | -------------------------------------------------------------------------------------------------- |
| Premier district militaire Brigadier général Henry A. Wise | Petersburg Commandant W. H. Ker | - 3rd Virginia Reserves Battalion - 44th Virginia Battalion                                        |
| Premier district militaire Brigadier général Henry A. Wise | Unités non affectées            | - Bataillon de Hood, milice de Virginie - Milice de seconde-classe - Corps indépendant des signaux |